# Trzebisz
Trzebisz (Jezioro Trzebiechowskie, Trzebiechów) – jezioro przepływowe typu linowo-szczupakowego o powierzchni 49,4 ha, na Równinie Torzymskiej, na południe od Trzebiechowa w województwie lubuskim, w pow. krośnieńskim, w gminie Maszewo.
Bardzo płytki, silnie zeutrofizowany zbiornik wodny o średniej głębokości wynoszącej zaledwie 0,5 m, i głębokości maksymalnej 1,6 m. Objętość wód 600 tys. m³.